# Grábner Emil
Grábner Emil, vezetékneve dokumentumokban olykor Grabner formában is előfordul (Gyula, 1878. július 22. – Mosonmagyaróvár, 1955. január 13.) a magyarországi növénynemesítés tudomány első művelője és megalapozója, kísérletügyi főigazgató.

## Élete
1896-ban a Magyaróvári Magyar Királyi Gazdasági Akadémián szerzett diplomát. 1899-ben Cserháti Sándor meghívta a Magyaróvári Gazdasági Akadémiára asszisztensének, és rábízta a Növénytermelési Kísérleti Állomáson folyó növénynemesítő munkák irányítását. 1909-ben Grábner Emil szervezte meg a Magyaróvárra helyezett Országos m. kir. Növénynemesítő Intézetet, amelynek 28 évig vezetője volt. Ez az intézet átfogta, irányította és felügyelte a hazai növénynemesítést, a bevált fajták kipróbálását és törzskönyvezését. Grábner közel ötszáz szakcikket írt, 1908-ban megjelent A gazdasági növények nemesítése és az 1935-ben kiadott Szántóföldi növénytermesztés című könyve az elméleti és gyakorlati szakemberek több kiadást megért, nélkülözhetetlen kézikönyve volt. 1952-ben a Magyar Tudományos Akadémia Tudományos Minősítő Bizottsága a mezőgazdasági tudományok doktora fokozatot ítélte neki. 1936-ban hivatalosan nyugdíjba vonult, de 1955. január 13-án Mosonmagyaróváron bekövetkezett haláláig hallatlan munkabírással dolgozott.
Mosonmagyaróváron az óvári temetőben nyugszik, emlékét a nevét viselő utca őrzi. A síremléke védett.

## Főbb művei
- A kerti vetemények szántóföldi termelése. 1900.
- A gazdasági növények nemesítése. 1908.
- A gabonafélék termesztése. 1908.
- A szőlő trágyázása. 1911.
- A magyar búza nemesítése. 1913.
- Hogyan lett Nyomorfalvából Gazdagfalva. 1919.
- Szántóföldi növénytermesztés. 1935.